# Святой Телемах
Свято́й Телема́х [также Альма́х(ус), Almaquio или Тилема́х(ос)] — христианский святой, преподобномученик, монах IV века, знаменитый тем, что, согласно христианскому историку Феодориту Кирскому, пытался остановить бои гладиаторов в римском амфитеатре, за что толпа забросала его камнями. Однако император Гонорий, впечатлённый его гибелью, запретил бои гладиаторов. Последний известный гладиатор сражался в Риме 1 января 404 года, поэтому эта дата считается датой мученичества Телемаха.
Мученичество Телемаха упоминается в V книге «Церковной истории» Феодорита Кирского:
…Гонорий, воцарившийся над Европою, отменил издавна производившееся в Риме поединки, и сделал это по следующему поводу: был тогда некто Телемах, возлюбивший подвижническую жизнь. Удалившись с Востока и с известною целию прибыв в Рим именно в то время, когда происходило то ненавистное зрелище, он сам вступил на поприще и, сошедши вниз, покушался остановить бойцов, действовавших друг против друга оружием. Но зрители кровопролития были раздражены этим и, воспламенившись неистовством демона, который увеселяется человеческою кровию, побили камнями поборника мира. Узнав это, дивный царь Телемаха повелел причислить к победоносным мученикам, а нечестивое зрелище отменил.
Традиционно местом события считается Колизей, хотя Феодорит упоминает только «стадион», не указывая деталей. Таким образом, благодаря вмешательству Святого Телемаха гладиаторский бой 1 января 404 года (предположительно) стал последним в истории гладиаторских боев Римской империи. Гладиаторские школы были закрыты за несколько лет до того, в 399 году.
Память Святого Телемаха помещена в «Мартирологах» Св. Беды Достопочтенного, Св. Адо Вьеннского и Усуарда, инока монастыря Сен-Жермен-ан-Пре.
Согласно версии мученичества Св. Телемаха, изложенной в «Мартирологе» святителя Адо Вьеннского (858 год), святой был убит гладиаторами по приказу префекта Рима Алипия.
В «Книге мучеников Фокса» приводятся некоторые дополнительные детали. Говорится, что он пришел в Рим праздновать Рождество и про него не было известно ничего, кроме его имени.
Существует версия гибели Святого Телемаха в изложении Рональда Рейгана 1984 года. В этой версии гораздо больше деталей — например, говорится, что Телемах отправился в Рим по велению голоса Бога. «Один только тихий голос был услышан среди шума: „Во имя Христа, остановитесь!“, — это то самое, что мы должны сказать друг другу сегодня».
В учебнике А. Кураева «Основы православной культуры» история Телемаха приводился для иллюстрирования заповеди «Блаженны миротворцы, ибо они будут названы сынами Божьими»:
Однажды из Иерусалима в Рим пришел монах. Рим к этому времени ещё не успел привыкнуть к своей новой христианской вере. Но Рим привык пышно праздновать свои военные победы. Телемах (так звали этого монаха) шел по городу и вдруг был увлечён толпой горожан на огромный стадион в центре Рима — Колизей. На арене же стадиона началась самая страшная из человеческих игр — бои гладиаторов. Гладиаторы — это рабы, которых на потеху зрителям заставляли драться друг с другом до смерти. Когда Телемах понял, что это всерьёз, он выбежал на арену Колизея и закричал: «Люди, что вы делаете?! Не убивайте другу друга!!!». 
Иногда история излагается как пример взаимодействия Церкви и общества. Про Телемаха рассказывает И. И. Лещук в книге «Лабиринты духовности», делая вывод:
И в наше время Господь нуждается в Своих рабах, восстающих духом (но не впадающих в крайности!) при виде современного идолопоклонства, лишенных безразличия, способных «стать в проломе» за народ Божий, имеющих мудрость, мужество и духовную власть провозгласить всем заблуждающимся и духовно обольщённым: «Во имя Бога, остановитесь!». Остановитесь… «и рассмотрите, и расспросите о путях древних, где путь добрый, и идите по нему, и найдете покой душам вашим» (Иер. 6.16).
В католической церкви день Святого Телемаха отмечается 1 января, в православной — 31 августа.

## В культуре
Истории гибели Телемаха посвящена поэма Альфреда Теннисона «Святой Телемах».